# Чон-Джаргылчак
Чон-Джаргылчак (кирг. Чоң-Жаргылчак) — село в Джети-Огузском районе Иссык-Кульской области Кыргызстана. Входит в состав Джарлыгачского аильного округа. Код СОАТЕ — 41702 210 825 04 0.

## Население
По данным переписи 2009 года, в селе проживало 893 человека.